# C/1966 R1 Ikeya-Everhart
C/1966 R1 Ikeya-Everhart è una cometa non periodica scoperta l'8 settembre da Kaoru Ikeya e il 12 settembre da Edgar Everhart quando la scoperta di Ikeya non era stata ancora resa pubblica, pertanto la cometa ha ricevuto il nome da entrambi gli scopritori. Unica sua particolarità è di avere una MOID relativamente piccola con la Terra e un'altra ancora più piccola con il pianeta Giove.